# ヨーロッパの仏教

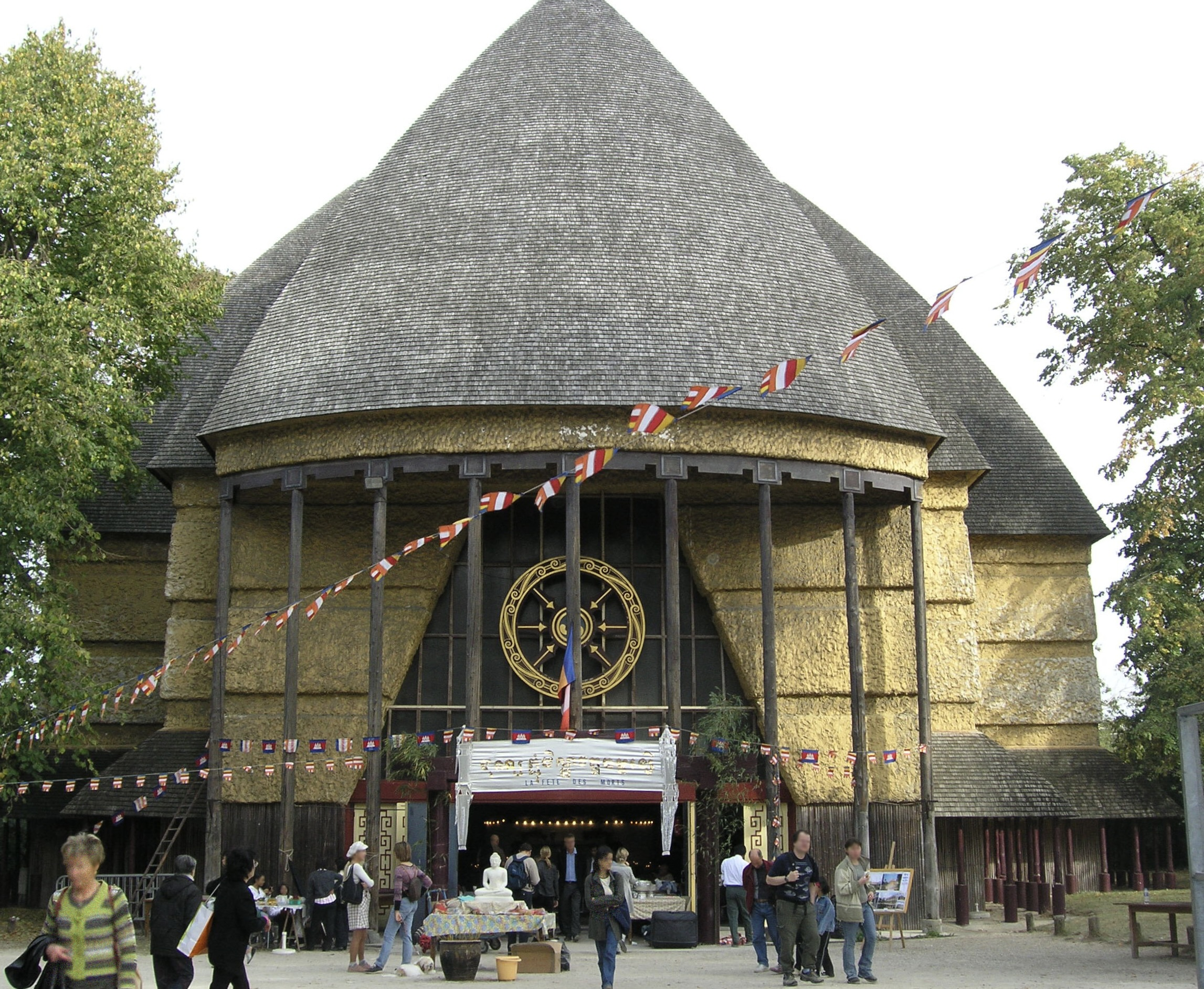
フランス・パリのヴァンセンヌの森にあるパゴダ

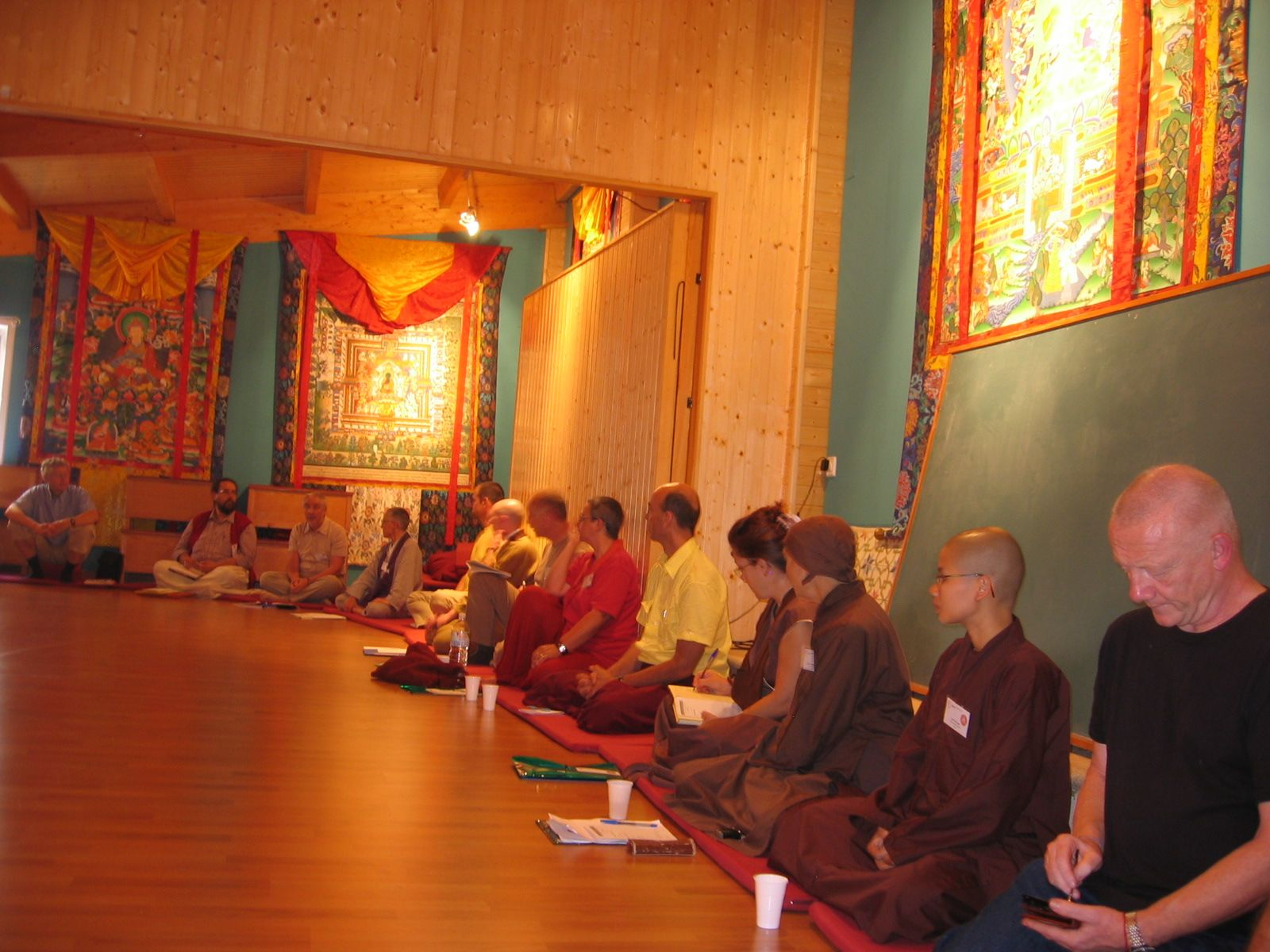
ヨーロッパ仏教連合の会合の様子

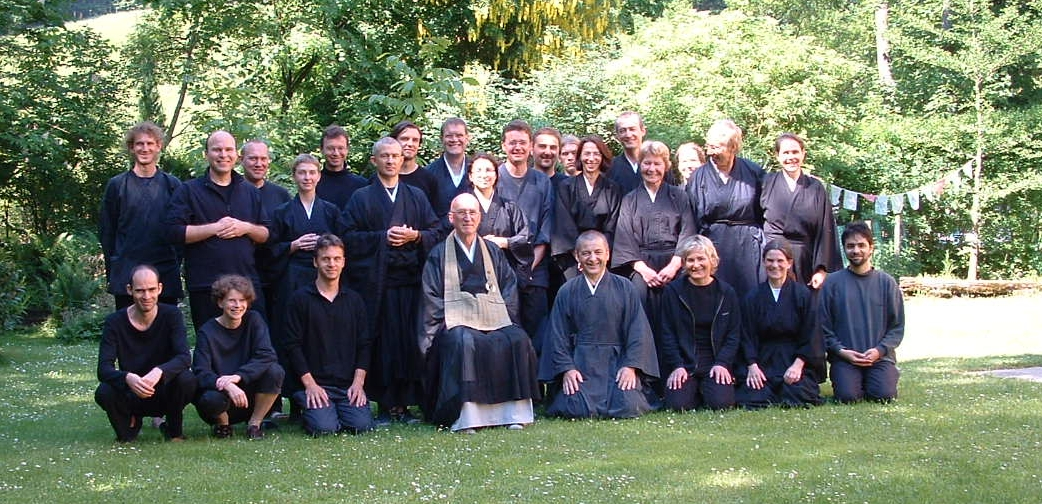
ドイツの禅の和尚、Genro和尚とその門下生達

本項目では、ヨーロッパの仏教について記述する。
実践的であった仏教徒とヨーロッパ人の間には定期的に接触の機会が存在していたが、古代には仏教はさほどヨーロッパ人に強い印象をあたえることはなかった。19世紀後半、仏教は西洋の知識人たちの注意をひきつけ、これ以降ヨーロッパ人の仏教信者の数は増え続けている。現代において、ヨーロッパには100～400万人の仏教徒がいると推定されており、仏教徒の多い国はドイツ、イタリア、フランス、イギリスなどとなっている。

## 歴史

### 中世以前
ヨーロッパ人はアレクサンドロス3世が紀元前3世紀にインド北西部まで侵攻したことで、初めて仏教に触れることとなった。インドへ入植したギリシア人たちはインドの仏教を受容し彼らの文化の一部として習合させ、数世紀に渡り現代のパキスタンとアフガニスタン東部を含む古代インド地域の主要宗教であった、ヘレニズム文化と融合した仏教を作り出した。アショーカ王はヘレニズム世界へと仏教の高僧を派遣、派遣先のカフカスのアレクサンドリアのような場所に仏教コミュニティを設立し、仏教を広めた。

## 中世・近世
西洋への仏教の伝播は、15世紀からの西洋列強のアジア進出に伴って本格化した。

### 中世から近世
中世から近世にかけてのヨーロッパでは、ギリシャの植民者によるグレコ仏教の伝播、近世ヨーロッパの探検における仏教との出会い、個人の現世での悟りや救済への道を強調することによる低階層の人々への仏教の魅力など、さまざまな要因が重なって仏教が伝わったと考えられる。また、ソクラテスやプラトンなどの偉大な思想家の時代であったことも、ヨーロッパにおける仏教の普及に貢献した可能性がある。

### 近代以降
仏教に対する関心は1870年代以降、近代ヨーロッパのアルトゥル・ショーペンハウアーやフリードリヒ・ニーチェといった哲学者や、ヘレナ・P・ブラヴァツキーのような神秘主義思想を追求する学者とともに、学界の間で広まっていった。現代において、ヨーロッパは伝統的な仏教の訓戒に変わるものとして現代仏教を急速に受容している。
ロシアとオーストリアは今日、ヨーロッパにおいて仏教を「公式」に認可しているただ2つの国家であるが、各々の国では必ずしも「国教」となっているわけではない。その上で、ロシアは1993年のロシア連邦憲法において、ロシアの土地に根付いている宗教として、イスラム教、ユダヤ教、正教会とともに仏教もまた認可している。その他あらゆる宗教群は認可が降りておらず、公式に登録を行わなければならず、国家により宗教活動を規制される対象となりうる。カルムイク人がシベリアの仏教を信仰していた国家から離れ、17世紀にヨーロッパへと移住したことにより、カルムイク人はウラル川西部唯一の伝統的な仏教国家を形成した。彼らは現在ロシア連邦内の一共和国であるカルムイク共和国に居住している。

## ヨーロッパの主要仏教寺院

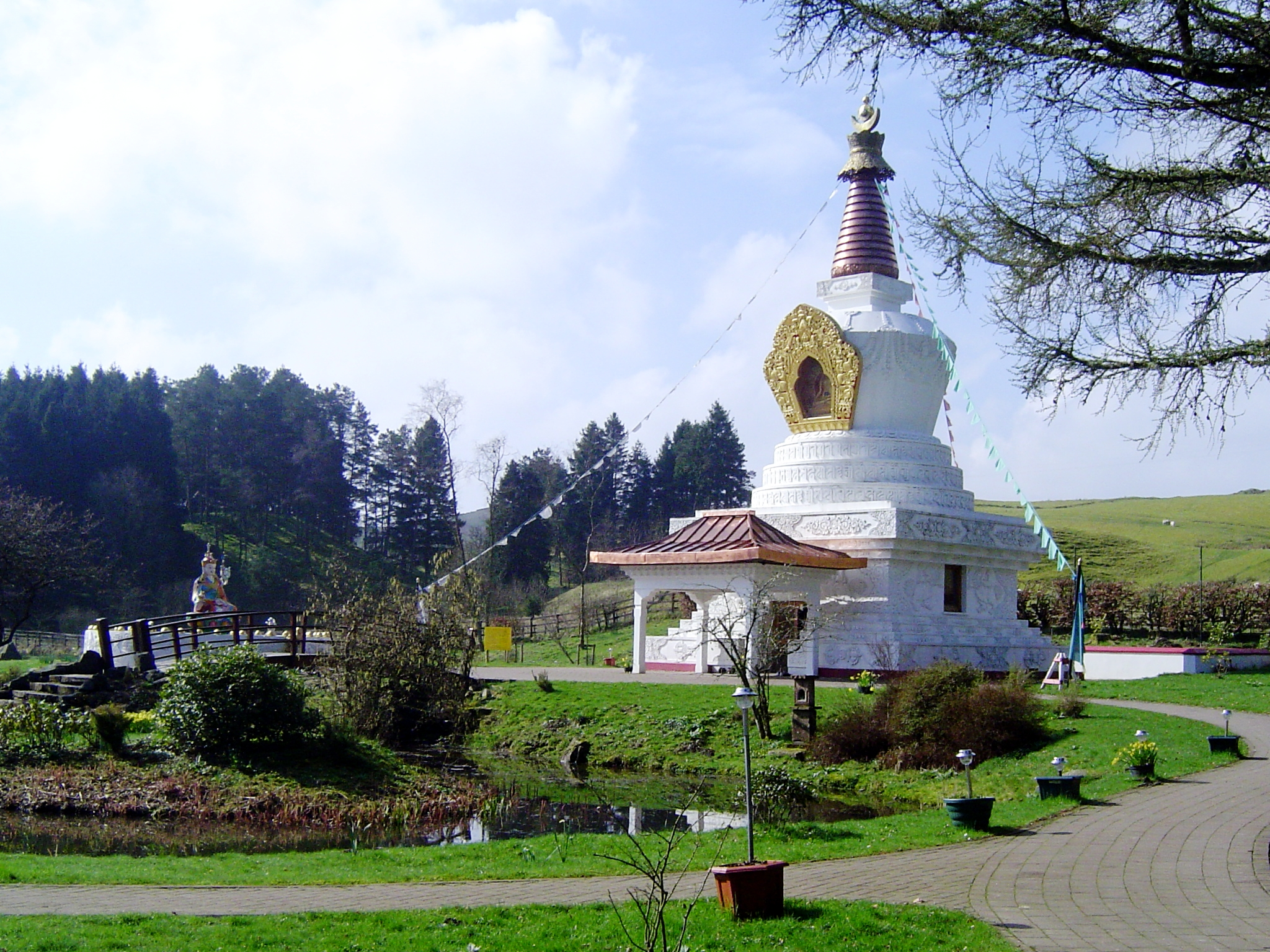
イギリス・サムエ・リン瞑想センターのストゥーパ

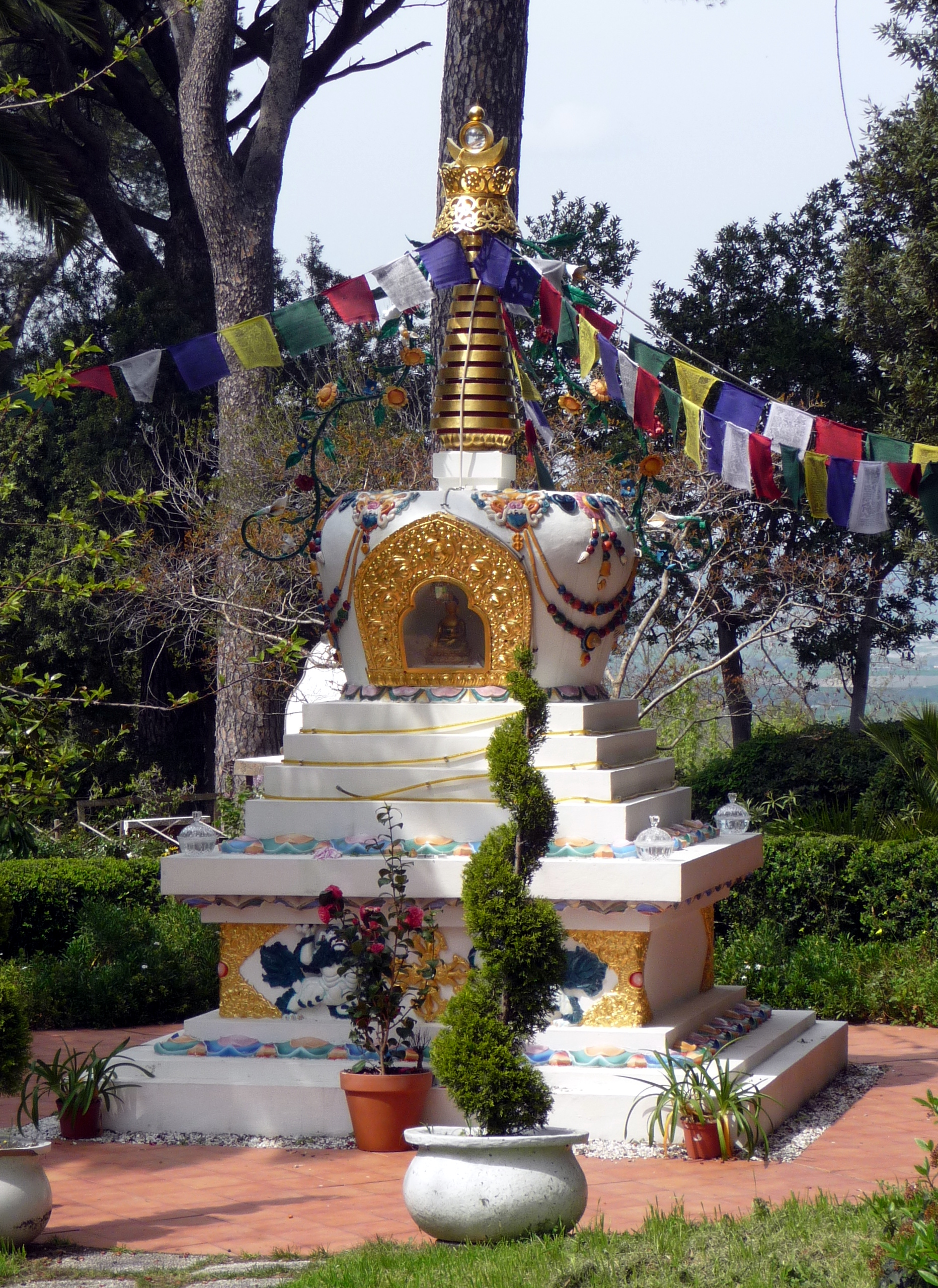
イタリア・トスカーナ州のツォンカパ研究所にあるストゥーパ

プラム・ヴィレッジ: 1982年ベトナムの僧侶ティク・ナット・ハンと彼の同門の高弟Chân Khôngはプラム・ヴィレッジ仏教センター（Làng Mai）を設立した。これはフランス南部のドルドーニュ県にある僧院・仏教センターである。 1960年代半ば以降彼は宗教団体Order of Interbeingの代表をつとめ、五戒、14の精神修行と社会参画仏教を説いている。統一仏教会はフランスにあるプラム・ヴィレッジのため政府に法的に認められた運営団体である。
フランスには4つのダグポがある。1976年にダグポ・カギュ・リンの建設が始まって以降、ヨーロッパにおけるカギュ派系の悟りの境地はカルマパ16世により残された教えに従って広まっている。
ゲンドゥン・リンポチェの担当を置き換えジグメ・リンポチェをヨーロッパ代表に任命した後、カルマパ16世は、法を真に広め長期間保持することを目的とするならば、民衆に開かれた仏教センターや図書館、大学、庵、保養施設を建設する必要があると述べた。
これ以降、ダグポ・カギュ・リン、ダグポ・クンドロール・リン、ダグポ・ダルギェ・リン、ダグポ・デドロール・リンは仏陀の教えを守り広めていく役割を担っている。各々は他の3つの活動を補い合う事により全体で統一された一つの組織を形成している。
2007年に施設建設40周年を迎えたスコットランドのカギュ・サムエ・リン瞑想センターには西ヨーロッパ最大の仏教寺院がある。この瞑想センターがある島、ホーリーアイルはチベット仏教のカギュ派に属するサムエ・リン仏教コミュニティが保有している。島の集落の中には「世界平和健康センター」があり、尼僧院として機能している。サムエ・リンのコミュニティは20以上の国にこのような尼僧院を建設しており、建設を行った国の中にはベルギー、アイルランド、ポーランド、南アフリカ、スペイン、スイスなどが含まれている。東ヨーロッパ最大の仏教寺院はカルムイク共和国の首都エリスタにある金の仏教寺院であり、この寺院は2005年12月に開設された。
ベナルマデナ・ストゥーパはヨーロッパ最大のストゥーパであり、全高は33ｍである。このストゥーパは2003年10月5日に造成され、仏教の高僧ロポン・ツェチュリンポチェによる最後の仏教建築となった。このストゥーパはスペイン南部、コスタ・デル・ソルを臨むアンダルシア地方のマラガ県ベナルマデナにある。
レラブ・リンは1992年にソギャル・リンポチェにより、フランス・ラングドック＝ルシヨン地域圏のロデーヴ付近に設立されたチベット仏教センターである。この施設はヨーロッパ最大のチベット仏教寺院ではないかと考えられており、2008年に行われカーラ・ブルーニが出席したセレモニーにおいて、ダライ・ラマにより公式に認められた。